# Long Beach Grand Prix 1992
Long Beach Grand Prix 1992 var ett race som var den tredje deltävlingen i PPG IndyCar World Series 1992. Racet kördes den 12 april på Long Beach gator. Danny Sullivan var den som anpassade sig bäst till banans nya layout, och kunde ta hem segern. Bobby Rahal utökade sin mästerskapsledning med en andraplats, men hans främste konkurrent Emerson Fittipaldi minimerade tappet av poäng, genom att sluta trea.

## Slutresultat
| Plats | Förare                | Team                     | Grid | Kvaltid |
| ----- | --------------------- | ------------------------ | ---- | ------- |
| 1     | Danny Sullivan        | Galles-Kraco Racing      | 2    | 53,902  |
| 2     | Bobby Rahal           | Rahal-Hogan Racing       | 8    | 54,512  |
| 3     | Emerson Fittipaldi    | Marlboro Team Penske     | 5    | 54,126  |
| 4     | Al Unser Jr.          | Galles-Kraco Racing      | 4    | 53,954  |
| 5     | Scott Goodyear        | Walker Racing            | 17   | 56,050  |
| 6     | Rick Mears            | Marlboro Team Penske     | 9    | 54,615  |
| 7     | Jimmy Vasser          | Hayhoe-Cole Racing       | 13   | 55,420  |
| 8     | Eric Bachelart        | Dale Coyne Racing        | 19   | 56,435  |
| 9     | Scott Pruett          | Truesports Co.           | 3    | 53,935  |
| 10    | Hiro Matsushita       | Dick Simon Racing        | 21   | 57,579  |
| 11    | Brian Till            | Robco Racing             | 18   | 56,096  |
| 12    | Buddy Lazier          | Leader Cards Racing      | 23   | 58,601  |
| 13    | Roberto Guerrero      | King Motorsports         | 14   | 55,648  |
| 14    | Ted Prappas           | P.I.G. Racing            | 16   | 55,934  |
| 15    | Tony Bettenhausen Jr. | Bettenhausen Motorsports | 15   | 55,855  |
| 16    | Michael Andretti      | Newman/Haas Racing       | 1    | 53,872  |
| 17    | Scott Brayton         | Dick Simon Racing        | 11   | 54,962  |
| 18    | Gregor Foitek         | A.J. Foyt Enterprises    | 12   | 55,148  |
| 19    | Jovy Marcelo          | Euromotorsport           | 22   | 57,996  |
| 20    | John Andretti         | Hall/VDS Racing          | 10   | 54,755  |
| 21    | Fabrizio Barbazza     | Arciero Racing           | 20   | 56,643  |
| 22    | Eddie Cheever         | Chip Ganassi Racing      | 6    | 54,194  |
| 23    | Mario Andretti        | Newman/Haas Racing       | 7    | 54,243  |